# Kolekanos
Kolekanos es un género de geckos de la familia Gekkonidae. Sus especies se distribuyen por el Sudoeste de Angola.

## Especies
Se reconocen las siguientes especies:
- Kolekanos plumicauda (Haacke, 2008)[1] - Gecko delgado de cola de pluma de Namibe.
- Kolekanos spinicaudus Lobón-Rovira, Conradie, Baptista & Vaz Pinto, 2022[2] - Gecko delgado de cola de pluma de Benguela.